# 미나미 아키나
미나미 아키나(南明奈, 1989년 5월 15일 ~ )는 일본의 그라비아 아이돌, 탤런트이다.

## 생애
일본 가나가와현 요코하마시 출신. 혈액형 O형. 키 160cm, 2006년 데뷔.